# Distrito de Şişli
Şişli es un distrito de Estambul, Turquía, situado en la parte europea de la ciudad. Cuenta con una población de 312.666 habitantes (2008).